# Эли Кросс
Эли Кросс (англ. Eli Cross), настоящее имя Брин Прайор (англ. Bryn Pryor, род. 10 ноября 1967, Финикс) — американский режиссёр, продюсер и актёр порнографических и художественных фильмов. Введён в Зал славы AVN в 2015 году.

## Карьера
Под именем Марк Логан был главным редактором журнала AVN. В отличие от многих работников порноиндустрии, Кросс не скрывает своего настоящего имени. Он получал награды и ведёт блог entropytango.com под настоящим именем. В непорнографическом кинематографе также работает под реальным именем — Брин Прайор.
Наиболее известен фильмами The Visitor (2003, Elegant Angel), Epiphany (2004, VCA Xplicit), Corruption (2006), Upload (2007), Icon (2008, SexZ Pictures), The 8th Day, который продюсировал для Adam & Eve Pictures и Star Wars XXX: A Porn Parody, для которого написал сценарий (как Марк Логан) и продюсировал для Vivid Entertainment и Axel Braun Productions (2012).
Самые главные фильмы Кросса получили значительное признание в индустрии взрослых. Corruption выиграл 7 премий AVN, в том числе «лучшее видео», а сам Кросс получил награду в категории «лучший режиссёр — видео». Фильм Upload получил 22 номинации на AVN Awards, в том числе в категории «лучший режиссёр — видео» для Кросса, а также победил в категории «лучше видео». Оба фильма также получили аналогичные номинации и награды от XRCO, XBiz, Adam Film World Guide и журнала Nightmoves.
Icon в 2009 году получил AVN Awards в категории Best High-End All-Sex Video, а Кросс выиграл в номинации Best Director — All-Sex. В 2010 году продюсированный Кроссом The 8th Day получил 7 AVN Awards, в том числе «лучшее видео».
В 2007 году, после успеха Corruption, Кросс стал руководителем продакшена для SexZ Pictures. Однако, разногласия между Кроссом и SexZ относительно его работы The 8th Day создали напряжение между Кроссом и Бо Кенни, владельцем SexZ. В прессе были опубликованы сообщения, в которых говорилось, что стороны разрешили разногласия, но в 2009 году, когда Кросс готовился к съёмкам фильма Daughter of the Wolf («Дочь волка»), SexZ внезапно расторгли контракт. Вскоре после этого SexZ прекратили выпуск видео.
В 2010 году Кросс спродюсировал и срежиссировал взрослые фильмы для французского журнала Hot Vidéo, в том числе комедию Kiss of the Strangler. В 2011 году он начал писать сценарии и заниматься фотосъёмкой взрослых выступлений, в первую очередь пародий на популярные комиксы и научно-фантастические фильмы, для известного порнорежиссёра Акселя Брауна. В 2012 году Кросс с Брауном разделили AVN Awards за лучшую операторскую работу за фильм Spider-Man XXX: A Porn Parody. В 2013 году картина Star Wars XXX: A Porn Parody, спродюсированная Кроссом, получила 8 AVN Awards в том числе в категориях «лучшая пародия-комедия», «лучший продажи» и «лучший прокатный фильм года».
Фильм Кросса Wetwork, снятый для Vivid Entertainment, в 2015 году выиграл несколько наград XBiz Awards, в том числе в категории «полнометражный фильм года». Также картина в 2015 году получила премию в категории Best Epic от XRCO.
Сценическое имя Кросса взято в честь персонажа, сыгранного Питером О’Тулом в фильме 1980 года «Трюкач».

## Вне порноиндустрии
В 2012 году, под настоящим именем Брин Прайор, Кросс выступил оператором-постановщиком фильма ужасов Маньяк из Твиттера (#iKllr).
В 2013 году Кросс вместе с продюсерами Джеймсом Дином и Чарльзом Мидом организовал успешную кампанию на Kickstarter, собравшую почти $115,000 для финансирования короткометражного фильма под названием Cowboys & Engines. В главных ролях короткометражки, охарактеризованной как «стимпанк вестерн», снялись Малкольм Макдауэлл, Уолтер Кёниг и Ричард Хэтч. Согласно веб-сайту фильма, съёмки были завершены в начале июня 2013 года, а премьера трейлера состоялась на Comic-Con 2013 года. Премьера фильма состоялась 14 января 2015 года в Landmark Theatre. Официальный трейлер Cowboys & Engines был выложен в интернет в феврале 2015 года и, согласно блогу фильма, Cowboys & Engines были приняты на нескольких кинофестивалях для показа в 2015/2016 годах.
В феврале 2015 года на канале Showtime состоялась премьера фильма Прайора X-Rated: The Greatest Adult Movies of All Time, документального фильма, описывающего несколько важных фильмов для взрослых начиная от Deep Throat 1970-х годов до современного времени. В 2016 году Прайор вместе с Сарой Голдбергер написал сценарий для Diminuendo, художественного фильма с участием нескольких актёров из Cowboys & Engines, в том числе Хэтча (его последняя роль перед смертью) и Кёнига. В фильме также снялись Хлоя Дикстра, Лиа Кэрнс и Джиджи Эджли.
Мировая премьера Diminuendo состоялась на 20-м ежегодном кинофестивале в Сарасоте 20 апреля 2018 года.

## Награды
- 2007 AVN Awards – Лучший режиссёр, видео – (Corruption)[44]
- 2007 AVN Awards – Лучший сценарий (вместе с Элвином Эдвардсом) – (Corruption)[44]
- 2007 AVN Awards – Лучший монтаж, видео (как Марк Логан; вместе с Робином Дайером) – (Corruption)[44]
- 2007 Adam Film World Guide Award – Лучший режиссёр – (Corruption)
- 2007 Adam Film World Guide Award – Лучший сценарий (вместе с Элвином Эдвардсом) – (Corruption)
- 2007 NightMoves Award – Лучший режиссёр – (Corruption)[45]
- 2007 AVN Awards – Лучшее нон-секс исполнение (как Брин Прайор) – (Corruption)[44]
- 2008 AVN Awards – Лучшее нон-секс исполнение (как Брин Прайор) – (Upload)[46]
- 2008 AVN Awards – Лучший сценарий (вместе с Элвином Эдвардсом) – (Upload)[46]
- 2008 Adam Film World Guide Award – Лучший режиссёр – (Upload)
- 2009 AVN Awards – Лучший режиссёр, неполнометражный фильм – (Icon)[47]
- 2012 AVN Awards – Лучшая операторская работа (вместе с Акселем Брауном) – (Spider-Man XXX: A Porn Parody)[48]
- 2015 XBIZ Award – Режиссёр года, полнометражный релиз – (Wetwork)[31]
- 2015 XBIZ Award – Лучшая операторская работа (вместе с Ником Дэнджером и Алексом Лэддом) – (Wetwork)[31]
- 2015 XBIZ Award – Лучший монтаж (как Роберт Эйприл) – (Wetwork)[31]
- 2015 AVN Awards – Лучший сценарий, пародия (вместе с Акселем Брауном) – (24 XXX: An Alex Braun Parody)[49]
- 2015 Зал славы AVN[50]

## Избранная фильмография
- Corruption (SexZ Pictures, 2006)
- Upload (SexZ Pictures, 2007)
- Icon (SexZ Pictures, 2008)

## Дальнейшее чтение
- Интервью на TrveWestCoastFiction.blogspot.com
- Интервью на RogReviews.com
- Интервью на AdultDVDTalk.com
- Eli Cross на сайте GramPonante.com
- Статья для IndieWire